# Coleophora rhododendri
Coleophora rhododendri é uma espécie de mariposa do gênero Coleophora pertencente à família Coleophoridae.